# Rue Ernest-Lacoste
La rue Ernest-Lacoste est une voie située dans le quartier du Bel-Air du 12e arrondissement de Paris.

## Origine du nom
Cette rue porte le nom d’Ernest Lacoste, un propriétaire local.

## Historique
Cette rue est ouverte en 1914 sous son nom actuel. 

## Bâtiments remarquables et lieux de mémoire
- La rue débouche quasiment sur la porte Dorée.